# Ruddy Warnier
Ruddy Warnier (Luik, 9 januari 1988) is een Belgisch marxistisch politicus voor PVDA (PTB).

## Levensloop
Warnier werd beroepshalve zelfstandig chauffagist.
Hij zetelde van 2014 tot 2019 in het Waals Parlement en het Parlement van de Franse Gemeenschap. Warnier vertegenwoordigde de kieskring Hoei-Borgworm en was verkozen met 1.413 voorkeurstemmen. Bij de verkiezingen van 2019 was hij geen kandidaat meer.